# Malcolm Pasley
Sir John Malcolm Sabine Pasley, al 5-lea Baronet Pasley, FBA (n. 5 aprilie 1926, Rajkot, India Britanică, India – d. 4 martie 2004, Oxford, Anglia, Regatul Unit), cunoscut sub numele de Malcolm Pasley, a fost un istoric literar, cunoscut îndeosebi pentru devotamentul său față de opera lui Franz Kafka și prin publicarea scrierilor acestuia.

## Biografie

### Primii ani
Născut în Rajkot, India, Pasley a fost un descendent direct al amiralului Sir Thomas Pasley, care s-a distins în războaiele revoluționare purtate împotriva francezilor și a fost făcut baronet în 1794.
În perioada 1944-1946 a servit în Marina Regală Britanică.

### Cariera academică și onoruri
Sir Malcolm Pasley a urmat o carieră academică distinsă. A studiat la Trinity College de la Oxford, absolvind în 1949 cu o specializare în limbile moderne. După absolvire a lucrat ca asistent universitar la Queen's College din Oxford. În perioada 1950-1958 a fost lector de limba germană la colegiile Brasenose și Magdalen, afiliate Universității Oxford), iar între anii 1958 și 1986 a fost profesor emerit la Colegiul Magdalen. În plus, în perioada 1979-1980 a îndeplinit funcția de vicepreședinte a Colegiului Magdalen.
În 1980 a obținut titlul de doctor honoris causa al Universității din Giessen. În 1982 a preluat titlul de baronet pe care-l deținea ereditar familia sa. În 1983 a fost ales membru al Academiei Germane de Limbă și Literatură din Darmstadt. S-a retras din activitatea didactică în 1986. În 1987 a fost decorat cu Crucea Austriacă de Onoare pentru Educație și Arte, iar în 1991 a devenit membru al British Academy.

### Căsătorie și copii
Sir Malcolm Pasley s-a căsătorit în 1965 cu Virginia Wait, cu care a avut doi copii:
- Robert Killigrew Sabine Pasley, născut pe 25 octombrie 1965
- Humphrey Sabine Pasley, născut în 1967

### Limba germană
Pasley a scris despre mai mulți autori germani, iar studiile sale cu privire la literatura germană și în special la Nietzsche i-au adus celebritatea. Activitatea lui Pasley în acest domeniu a fost de pionierat; cartea Germany: A Companion to German Studies, publicată pentru prima dată în 1972, are parte încă de o cerere mare.

### Kafka
Pasley este cel mai bine cunoscut pentru activitatea sa dedicată operei literare a lui Kafka. A început să studieze viața și opera lui Kafka în prima parte a carierei sale și a cunoscut-o pe Marianne Steiner născută Pollak, nepoata lui Kafka și fiica surorii lui, Valli, prin fiul ei, Michael, care a fost student la Oxford. Prin această prietenie Pasley a devenit principalul consilier al moștenitorilor lui Kafka. Pasley îl considera pe Kafka ca „un frate mai mic”.
În 1956, Salman Schocken și Max Brod au depus manuscrisele lui Kafka într-un seif din Elveția din cauza preocupărilor legate de tulburările din Orientul Mijlociu și pentru a asigura siguranța manuscriselor pe care Brod le deținea la Tel Aviv. După o serie de negocieri, Pasley a intrat în posesia manuscriselor lui Kafka care erau în posesia lui Brod posesia. În 1961, Pasley le-a transportat cu mașina din Elveția la Oxford. Pasley a considerat această aventură ca una care „i-a făcut părul măciucă”.
Manuscrisele, cu excepția Procesului, au fost depuse în Librăria Bodley de la Oxford. Procesul a rămas în posesia moștenitoarei lui Brod, Ilse Ester Hoffe, și în noiembrie 1988 Arhivele Literare Germane Arhivat în 26 iulie 2010, la Wayback Machine. de la Marbach, Germania a cumpărat manuscrisul pentru 1,1 milioane de lire sterline în cadrul unei licitații organizate de casa Sotheby's.
La Oxford, Pasley a condus o echipă de cercetători (Gerhard Neumann, Jost Schillemeit și Jürgen Born) care a recompilat textul, a eliminat editările și modificările introduse de Max Brod și a început să publice lucrările în 1982. Această echipă a restaurat textul original german în starea sa completă, cu o atenție specială acordată punctuației unice a lui Kafka, considerată a fi critică față de stilul său.

### Critici aduse activității lui Pasley
După ce au fost publicate operele lui Kafka, Pasley a început să primească critici cu privire la integralitatea publicării lor în limba germană. În acest scop, Stroemfeld Verlag a solicitat permisiunea de a scana manuscrisele pentru a publica o ediție facsimil și un CD-ROM.
În afară de exhaustivitate, aceștia și-au manifestat îngrijorarea față de starea de conservare a lucrărilor; unele erau scrise în creion, iar foile începeau să fie decolorate și fărâmițate.
Pasley le-a refuzat cererile. I s-a alăturat Marianne Steiner, care, în 1998, a declarat pentru The Observer că  „nu pot să-i iert [pentru lucrurile teribile pe care le-au spus despre Pasley]. Nu vreau ca ei să aibă nicio legătură cu manuscrisele”.
În aprilie 1998, Stroemfeld a publicat o versiune facsimil a Procesului. Acest manuscris, fiind deținută de către guvernul german, i-a fost accesibil. În această ediție manuscrisul și transcrierea sunt prezentate unul lângă altul.
Printre cercetătorii care s-au declarat în favoarea edițiilor Stroemfeld se numără Jeremy Adler, profesor de limba germană la King's College din Londra și scriitorii americani Louis Begley și Harold Bloom.

## Lucrări

### Lucrări publicate
- 1965 Kafka-Symposion, în colaborare cu Klaus Wagenbach
- 1972 Germany: a companion to German studies (ediția a II-a, 1982) ISBN: 0-416-33660-4
- 1978 Nietzsche: Imagery and Thought, ISBN: 0-520-03577-1
- 1982 Das Schloß (Castelul) ISBN: 3-596-12444-1
- 1987/89 Max Brod, Franz Kafka: eine Freundschaft
- 1990 Der Prozeß (Procesul) ISBN: 3-596-12443-3
- 1990 Reise- Tagebucher, Kafka's travel diaries
- 1991 Die Handschrift redet (The Manuscript Talks)
- 1991 The Great Wall of China and Other Stories
- 1992 The Transformation and Other Stories ISBN: 0-14-018478-3
- 1993 Nachgelassene Schriften und Fragmente I
- 1995 Die Schrift ist unveranderlich (The Script is Unchangeable)
- 1996 Judgment & In the Penal Colony ISBN: 0-14-600178-8